# ووژ (فرانسه)

ووژ (به فرانسوی: Vosges) هشتاد و هشتمین شهرستان فرانسه است. شهرستان ووژ در شمال شرقی این کشور قرار دارد. این شهرستان زیرمجموعه ناحیه لورن می‌باشد. مساحت این شهرستان ۵٬۸۷۴ کیلومتر مربع و جمعیت آن ۳۸۰٬۹۵۲ نفر است. این شهرستان در خلال انقلاب فرانسه بر پا گردید.